# 琉森 (科羅拉多州)
琉森（英語：Lucerne）是位於美國科羅拉多州韋爾德縣的一個非建制地區。該地的面積和人口皆未知。

## 地理
琉森的座標為40°28′55″N 104°41′55″W / 40.48194°N 104.69861°W，而該地的平均海拔高度為1449米（即4754英尺）。